# チコーニオ
チコーニオ（伊: Ciconio）は、イタリア共和国ピエモンテ州トリノ県にある、人口約400人の基礎自治体（コムーネ）。

## 地理

### 位置・広がり

#### 隣接コムーネ
隣接するコムーネは以下の通り。
- ルジリエ
- オゼーニャ
- リヴァローロ・カナヴェーゼ
- サン・ジョルジョ・カナヴェーゼ